# 배트맨 - 유령의 마스크
배트맨 - 유령의 마스크(Batman: Mask Of The Phantasm)는 미국에서 제작된 브루스 W. 팀 감독의 1993년 애니메이션 영화이다. 하트 보크너 등이 주연으로 출연하였고 앨런 버넷 등이 제작에 참여하였다.

## 목소리 출연
- 하트 보크너
- 케빈 콘로이
- 데이나 딜레이니
- 마크 해밀
- 마릴루 헨너
- 스테이시 키치
- 딕 밀러
- 존 P. 라이언
- 아베 비고다
- 에프렘 짐발리스트 주니어